# Поляков, Николай Алексеевич
Никола́й Алексе́евич Поляко́в (род. 14 июня 1951, Ленинград) — советский яхтсмен, серебряный призёр Олимпийских игр. Мастер спорта СССР международного класса,Заслуженный мастер спорта СССР (удостоверение N 3676 ).

## Карьера
На Олимпийских играх 1976 года вместе с Борисом Будниковым и Валентином Замотайкиным  в классе «Солинг» занял 4-е место. На Олимпиаде в Москве в  экипаже с братьями Борисом и Александром - Будниковыми, выиграл серебряную медаль, уступив датчанам. На сеульской Олимпиаде с Георгием Шайдуко и Олегом Мироном стал 10-м.
Бронзовый призёр чемпионата мира, двукратный победитель чемпионата Европы,